# Château d'Olendon
Le château d'Olendon est un édifice situé sur le territoire de la commune d'Olendon dans le département français du Calvados.

## Localisation
Le monument est situé dans le département français du Calvados, à Olendon au lieu-dit Derrière l'église, de laquelle l'édifice est séparé par un parc.

## Historique
Le château actuel est daté du premier quart du XVIIe siècle, vers 1614, et modifié dans le premier quart du XVIIIe siècle vers 1715. Le château est bâti par Guillaume d'Oizy sur un édifice antérieur. 
Un Jardin à l'anglaise a été aménagé au XIXe siècle.
L'édifice fait l'objet d'une inscription partielle comme monument historique depuis le 1er août 1997 : les façades et les toitures du château, l'escalier central, le salon avec sa cheminée et ses boiseries, les cheminées des trois chambres à l'étage figurent dans l'arrêté.

## Architecture
La façade nord a une parenté stylistique avec les édifices d'époque Louis XIII. 
La façade sud est remaniée au siècle suivant. 
Le château est bâti en calcaire et pierre de Caen.